# Azobisizobutyronitril
Azobisisobutyronitril (zkráceně AIBN) je organická sloučenina se vzorcem [(CH3)2C(CN)]2N2, jde o bílý prášek rozpustný v alkoholech a dalších běžných organických rozpouštědlech, ovšem nerozpustný ve vodě. Používá se k tvorbě pěny u plastů a jako radikálový iniciátor.
Radikály vytvořené pomocí AIBN mají oproti organickým peroxidům několik výhod. Nevytvářejí oxygenované vedlejší produkty ani nezpůsobují odbarvení. Jsou také vhodnější k použití v lepidlech, akrylátových barvách a v detergentech.

## Mechanismus rozkladu
AIBN se za vyšších teplot rozkládá za odštěpení molekuly dusíku a tvorby dvou 2-kyanprop-2-ylových radikálů:
Protože azobisisobutyronitril snadno uvolňuje radikály, tak se často používá jako radikálový iniciátor. Tento rozklad nastává při teplotách nad 40 °C, častěji se však provádí v rozmezí 66 °C až 72 °C. ΔG‡ tohoto rozkladu činí 131 kJ/mol. Uvolnění dusíku posunuje rovnováhu reakce ve prospěch produktů, protože se zvyšuje entropie. 2-kyan-2-propylový radikál je stabilizován −CN skupinami.

## Reakce
Radikály vzniklé rozkladem AIBN mohou spouštět radikálové polymerizace i jiné radikálové reakce, například směs styrenu a maleinanhydridu v toluenu po zahřátí za přítomnosti AIBN vytvoří kopolymer. Další využití může tato látka mít při protimarkovnikovských hydrohalogenacích alkenů.

### Benzylové bromace
AIBN lze použít jako radikálový iniciátor Wohlových–Zieglerových bromací.

### Reakce AIBN s tributylcínem

#### Reakce
2-Kyan-2-propylové radikály vytvořené rozkladem azobisizobutyronitrilu mohou odštěpit vodík z tributylcínu. Vznikají tím tributylcínové radikály, které lze využít v řadě různých reakcí, například při odštěpování bromu z alkenů.

### Hydrohalogenace alkenů

#### Reakce
Při hydrohalogenacích alkenů 2-kyan-2-propylové radikály vzniklé z AIBN odštěpí vodík z HBr a vytvoří tím radikál bromu. Tento radikál se následně naváže na alken. Hydrohalogenace za použití AIBN mají protimarkovnikovovskou regioselektivitu.

## Příprava
AIBN se připravuje reakcí acetonkyanhydrinu s hydrazinem a oxidací vzniklého produktu:
2 (CH3)2C(CN)OH + N2H4 → [(CH3)2C(CN)]2N2H2 + 2 H2O
[(CH3)2C(CN)]2N2H2 + Cl2 → [(CH3)2C(CN)]2N2 + 2 HCl
Podobné vlastnosti mají i obdobné azosloučeniny, jako je 1,1′-azobis(cyklohexankarbonitril) (ABCN). Jsou také známy azoiniciátory rozpustné ve vodě.

### Další způsoby přípravy AIBN
AIBN lze rovněž získat níže uvedenou reakcí.

## Bezpečnost
AIBN je bezpečnější než benzoylperoxid, protože nebezpečí výbuchu je mnohem nižší; stále je ovšem považován za výbušninu, rozkládající se při teplotách nad 65 °C. Pyrolýza AIBN bez zachytávání 2-kyanpropylových radikálů vede k tvorbě vysoce toxického tetramethylsukcinonitrilu.